# サラボージー
サラボージー（マラーティー語：सरफोजी १, タミル語：முதலாம் சரபோஜி, Sarabhoji, 1675年あるいは1679年 - 1728年）は、南インドのタミル地方、タンジャーヴール・マラーター王国の君主（在位：1712年 - 1728年）。セルフォージー（Serfoji）とも呼ばれる。

## 生涯
1712年、兄のシャーフージーが死亡あるいは退位したことにより、その王位を継承した。
1720年、ラームナードゥのパーライヤッカーラルで後継者争いからマラヴァ継承戦争が勃発すると、サラボージーはこれに介入し、ヴィジャヤ・ラグナータ・セートゥパティに味方した。
だが、同年にサラボージーの味方したヴィジャヤ・ラグナータ・セートゥパティは戦いに敗れて死亡した。
1728年、サラボージーはタンジャーヴール城で死亡した。息子のシャーフージーは非嫡出子だったため、弟（あるいは兄）のトゥッコージーがその王位を継承した。

## 人物
サラボージーの治世は文学が多く作成されたことで知られ、タミル語のサラボージー・チャリタはその治世に作られ、彼自身もまた文人であった。
また、サラボージーは信心深く慈悲深い君主としても知られ、バラモンに自らの名を冠した町サラボージーラージャプラムを寄進している